# Avunculado
El avunculado (del latín avunculus, tío materno) es una costumbre que aparece en sociedades donde el hermano de la madre ocupa un lugar de privilegio en el sistema de parentesco o en la crianza de los hijos. En la legislación de herencias, consistiría en la transferencia de bienes de tíos maternos a sobrinos varones y de éstos a los hijos varones de sus hermanas, pero es un fenómeno más complejo en el que también habría que tener en cuenta otros aspectos culturales. Se suele asociar a sociedades matriarcales o matrilineales aunque también ha aparecido en otras, como menciona Claude Lévi-Strauss, para quien el avunculado no se podría definir como la relación con un solo tío, sino que también circunscribiría a la madre, el padre, los sobrinos e hijos en una serie de relaciones que se equilibrarían. El avunculado le sirve a Lévi-Strauss como ejemplo clave para exponer su visión del análisis estructural en Antropología estructural.